# Lisabeth Muhrer
Lisabeth H. Muhrer er en norsk håndboldspiller. Hun spillede 27 kampe og scorede 27 mål for Norges håndboldlandshold mellem 1971 og 1977. Hun deltog også under VM 1975 hvor holdet kom på en 8.-plads.